# Klasztor w Policach nad Metují
Klasztor w Policach nad Metují  − klasztor w Czechach, w Sudetach Środkowych, w miejscowości Police nad Metují.
Klasztor pierwotnie wybudowany w XIII w. dokładnie w latach 1253-1294 przez benedyktynów z klasztor na Břevnovie, przebudowany na styl barokowy w XVII-XVIII w. m.in. za czasów opata Othmara Zinke (1700–1738). Jest to budynek jednopiętrowy postawionym na rzucie kwadratu z dwoma dziedzińcami. Nad portalem wejściowym znajduje się kartusz z herbem opactwa przedstawiającym kłodę z trzema kikutami, datą 1770 i monogramem F.A.B.), gdzie litery AB to skrót tytułu w j. łac. Abbas Braunensis - Opat Broumovski. Drugi kartusz jest z herbem zawierającym trzy skosy, gdzie środkowy ma trzy róże, nawiązującym do herbu Poraj św. Wojciecha.

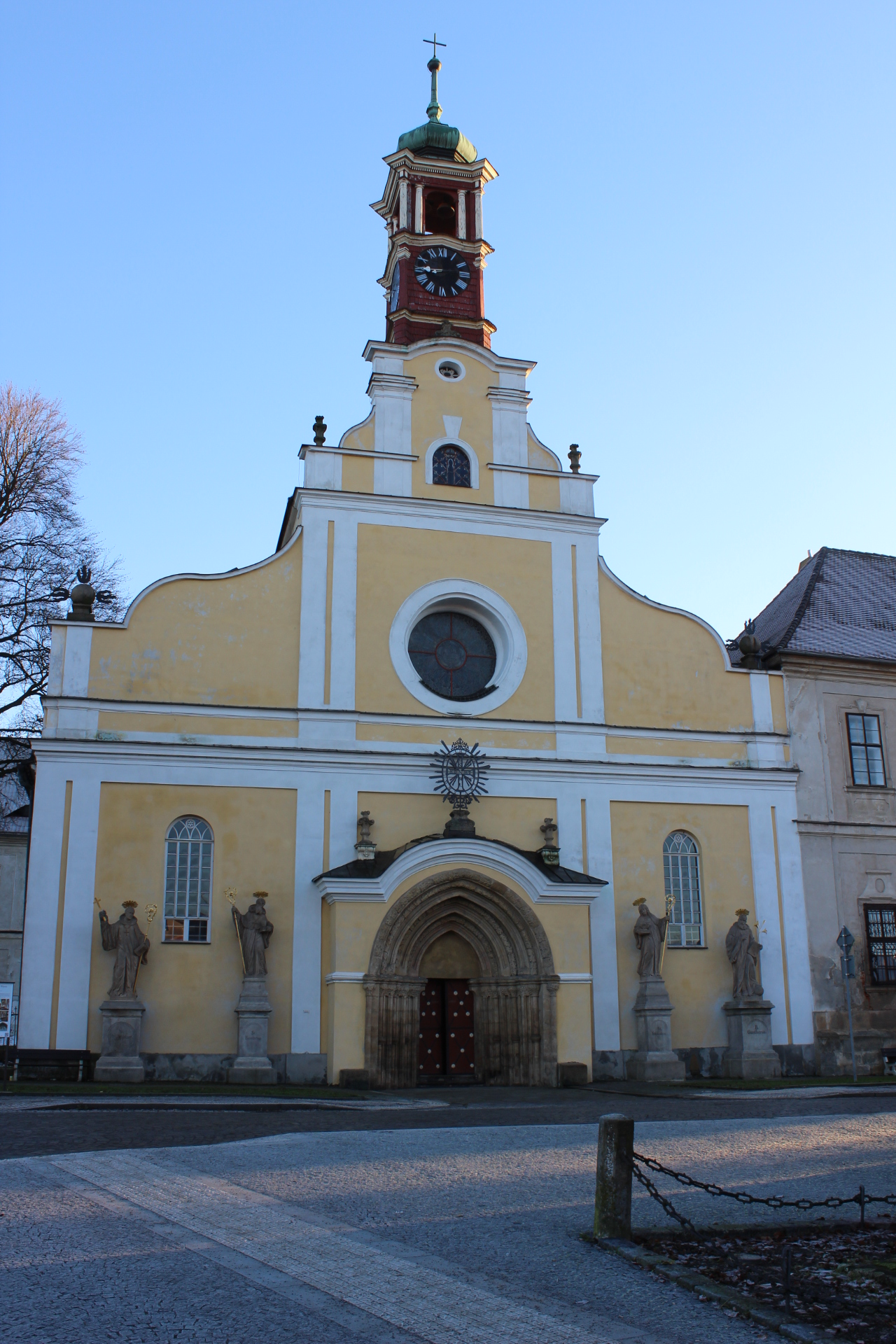
Kościół
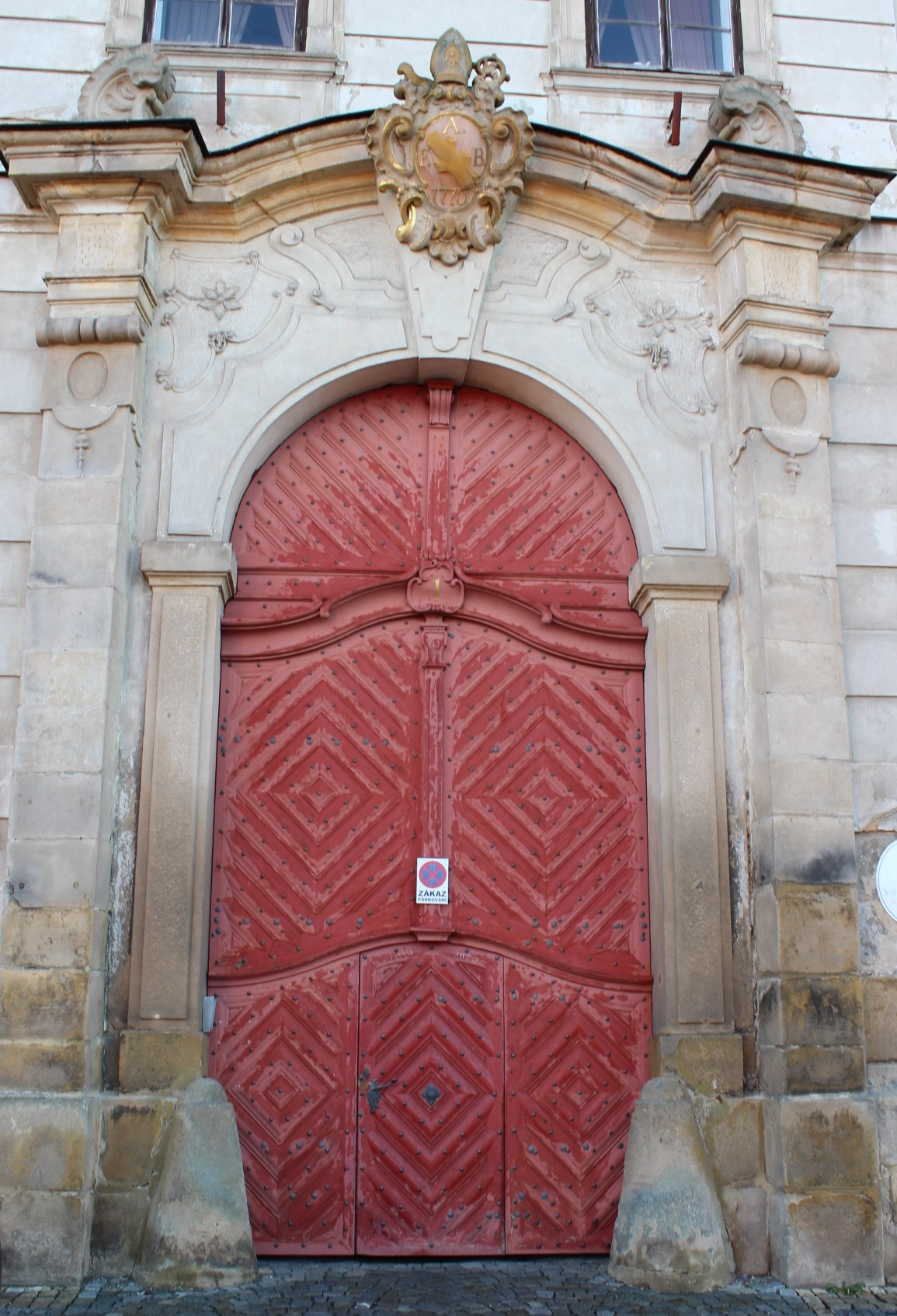
Portal
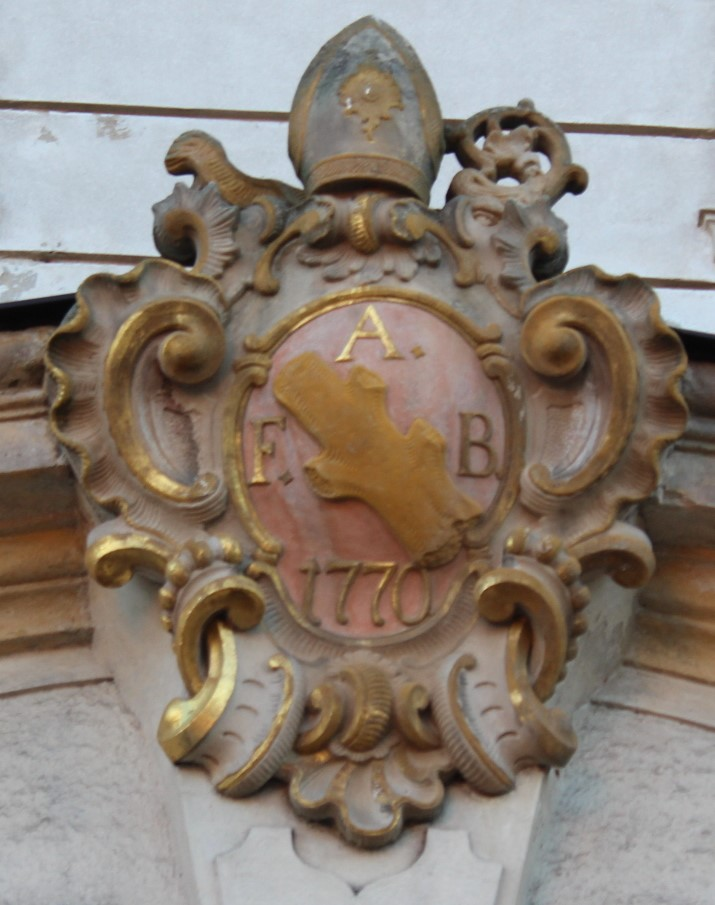
Herb z kłodą
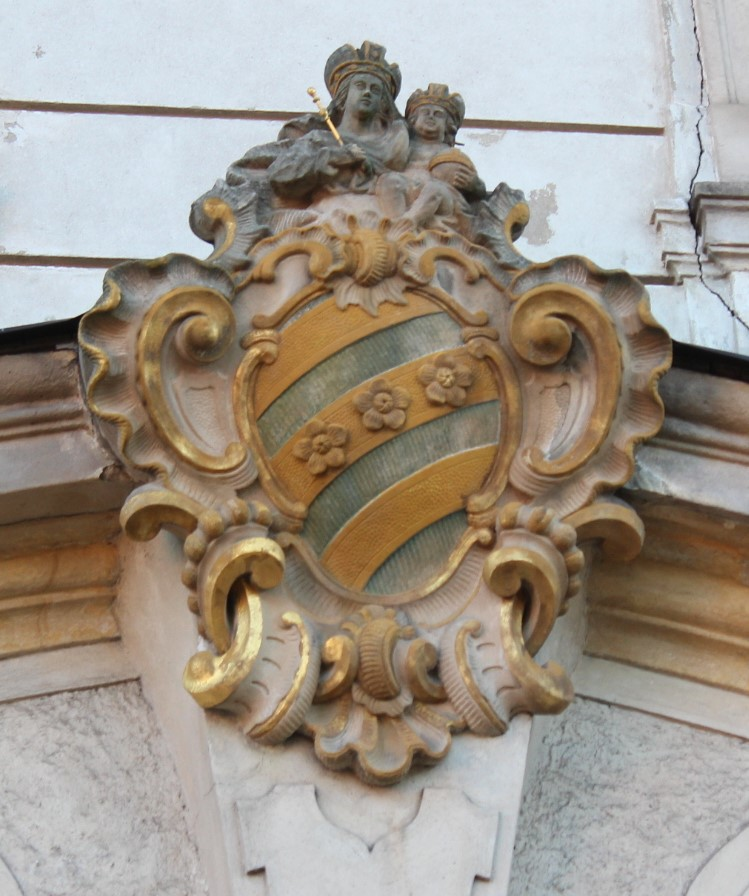
Herb Poraj
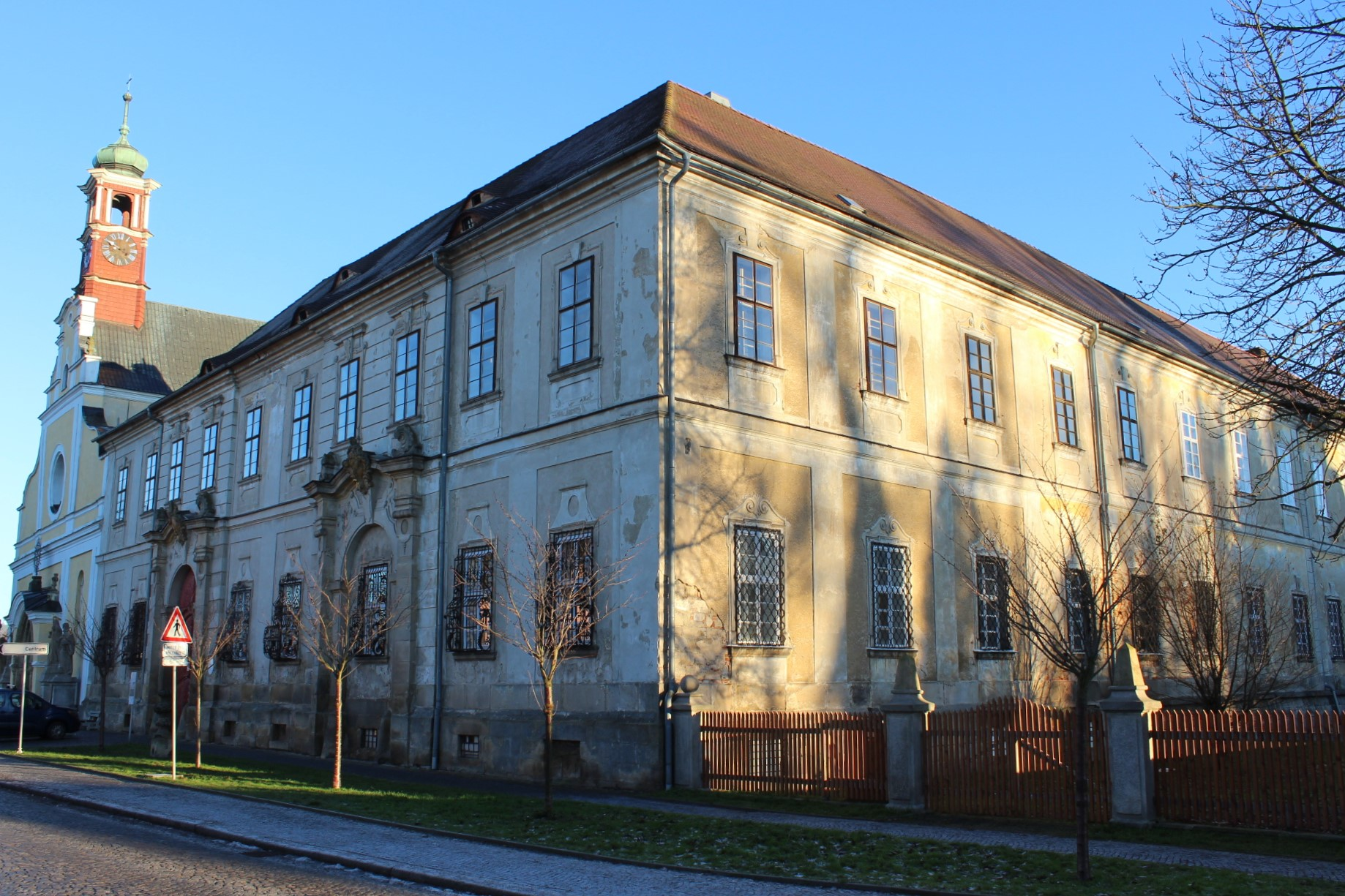